# Фабрісіу Вердум
Фабрі́сіу Верду́м (порт. Fabricio Werdum; *30 липня 1970, Порту-Алегрі, Ріу-Гранді-ду-Сул, Бразилія) — бразильський спортсмен, професійний борець дзюдзюцу, греплер, боєць змішаного стилю. Дворазовий чемпіон світу з грепплінгу у важкій ваговій категорії за версією ADCC (2007, 2009 роки). Дворазовий чемпіон світу з бразильського дзюдзюцу серед чорних поясів у важкій та суперважкій ваговій категорії за версією IBJJF (2003, 2004 роки).
У змішаних єдиноборствах перемагав чемпіонів Федора Ємельяненко, Алістара Оверіма, Антоніу Родріґу Ноґейру, Антоніу Сілву. Швидка перемога підкоренням (69 секунд, одночасне задушення ногами й больовий прийом на руку) над Федором Ємельяненком, якому Вердум наніс де-факто першу поразку в кар'єрі, була відзначена багатьма преміями й нагородами, зокрема: «Підкорення року» (видання «Sherdog», «Fighters Only», «MMA Fighting», «Bloody Elbow»), «Апсет року» (видання «Sherdog») тощо.
Фабрісіу Вердум є знавцем бразильського дзюдзюцу (чорний пояс, 2-й дан), дзюдо (чорний пояс), а також тайського боксу. 

## Спортивні досягнення

### Греплінг
| Рік  | Місце проведення           | Подія                              | Дисципліна                         | Місце |
| ---- | -------------------------- | ---------------------------------- | ---------------------------------- | ----- |
| 2011 | Ноттінгем, Велика Британія | Чемпіонат світу (версія ADCC)      | Греплінг, важка вага (понад 99 кг) |       |
| 2009 | Барселона, Іспанія         | Чемпіонат світу (версія ADCC)      | Греплінг, важка вага (понад 99 кг) |       |
| 2007 | Трентон, США               | Чемпіонат світу (версія ADCC)      | Греплінг, важка вага (понад 99 кг) |       |
| 2005 | Лонг-Біч, США              | Чемпіонат світу (версія ADCC)      | Греплінг, важка вага (понад 99 кг) |       |
| 2003 | Сан-Паулу, Бразилія        | Чемпіонат світу (версія ADCC)      | Греплінг, вільна вага              |       |
| 2003 | Сан-Паулу, Бразилія        | Греплінг, важка вага (понад 99 кг) |                                    |       |

### Бразильське дзюдзюцу
|  |

|  |

|  |

|  |

|  |

### Змішані бойові мистецтва
| Результат | Противник               | Спосіб                                                  | Раунд | Час  | Дата              | Місце                              | Подія                                                                | Примітки                               |
| Перемога  | Марк Хант               | Технічний нокаут(Летюче коліно й удари                  | 2     | 3:32 | 16 Листопада 2014 | Мехіко, Мексика                    | Ufc 180                                                              | Виграв звання тимчасового Чемпіона UFC |
| --------- | ----------------------- | ------------------------------------------------------- | ----- | ---- | ----------------- | ---------------------------------- | -------------------------------------------------------------------- | -------------------------------------- |
| Перемога  | Тревіс Браун            | Рішення суддів (одностайне)                             | 5     | 5:00 | 19 квітня 2014    | Орландо, США                       | «UFC on Fox 11»                                                      |                                        |
| Перемога  | Антоніу Родріґу Ноґейра | Підкорення (больовий прийом на руку)                    | 2     | 2:41 | 8 червня 2013     | Форталеза, Бразилія                | «UFC on Fuel TV 10»                                                  |                                        |
| Перемога  | Майк Руссов             | Технічний нокаут (удари кулаками)                       | 1     | 2:28 | 23 червня 2012    | Белу-Оризонті, Бразилія            | «UFC 147»                                                            |                                        |
| Перемога  | Рой Нельсон             | Рішення суддів (одностайне)                             | 3     | 5:00 | 4 лютого 2012     | Лас-Вегас, США                     | «UFC 143»                                                            | Виграв премію «Бій вечора».            |
| Поразка   | Алістар Оверім          | Рішення суддів (одностайне)                             | 3     | 5:00 | 18 червня 2011    | Даллас, США                        | «Strikeforce: Overeem vs. Werdum» Гран-прі Strikeforce (чвертьфінал) |                                        |
| Перемога  | Федір Ємельяненко       | Підкорення (задушення ногами і больовий прийом на руку) | 1     | 1:09 | 26 червня 2010    | Сан-Хосе, Каліфорнія, США          | «Strikeforce: Fedor vs. Werdum»                                      |                                        |
| Перемога  | Антоніу Сілва           | Рішення суддів (одностайне)                             | 3     | 5:00 | 7 листопада 2009  | Чикаго, США                        | «Strikeforce: Fedor vs. Rogers»                                      |                                        |
| Перемога  | Майк Кайл               | Підкорення (задушення руками)                           | 1     | 1:24 | 15 серпня 2009    | Сан-Хосе, США                      | «Strikeforce: Carano vs. Cyborg»                                     |                                        |
| Поразка   | Жуніур дус Сантус       | Нокаут (удари кулаками)                                 | 1     | 1:21 | 25 жовтня 2008    | Роузмонт, США                      | «UFC 90»                                                             |                                        |
| Перемога  | Брендон Вера            | Технічний нокаут (удари кулаками)                       | 1     | 4:40 | 7 червня 2008     | Лондон, Велика Британія            | «UFC 85»                                                             |                                        |
| Перемога  | Ґабріел Ґонзаґа         | Технічний нокаут (удари кулаками)                       | 2     | 4:34 | 19 січня 2008     | Ньюкасл-апон-Тайн, Велика Британія | «UFC 80»                                                             |                                        |
| Поразка   | Андрій Арловський       | Рішення суддів (одностайне)                             | 3     | 5:00 | 21 квітня 2007    | Манчестер, Велика Британія         | «UFC 70»                                                             |                                        |
| Перемога  | Олександр Ємельяненко   | Підкорення (задушення руками)                           | 1     | 3:24 | 12 листопада 2006 | Роттердам, Нідерланди              | «2H2H: Pride & Honor»                                                |                                        |
| Поразка   | Антоніу Родріґу Ноґейра | Рішення суддів (одностайне)                             | 3     | 5:00 | 1 липня 2006      | Сайтама, Японія                    | «Pride Critical Countdown Absolute» Гран-прі Pride (чвертьфінал)     |                                        |
| Перемога  | Алістар Оверім          | Підкорення (больовий прийом на руку)                    | 2     | 3:43 | 5 травня 2006     | Осака, Японія                      | «Pride Total Elimination Absolute» Гран-прі Pride (відкриття)        |                                        |
| Перемога  | Йон-Олав Айнемо         | Рішення суддів (одностайне)                             | 3     | 5:00 | 26 лютого 2006    | Сайтама, Японія                    | «Pride 31»                                                           |                                        |
| Поразка   | Сергій Харитонов        | Рішення суддів (роздільне)                              | 3     | 5:00 | 23 жовтня 2005    | Сайтама, Японія                    | «Pride 30»                                                           |                                        |
| Перемога  | Роман Зенцов            | Підкорення (задушення ногами і больовий прийом на руку) | 1     | 6:01 | 28 серпня 2005    | Сайтама, Японія                    | «Pride Final Conflict 2005»                                          |                                        |
| Перемога  | Том Еріксон             | Підкорення (задушення руками)                           | 1     | 5:11 | 20 лютого 2005    | Сайтама, Японія                    | «Pride 29»                                                           |                                        |
| Перемога  | Ебенезір Фонтіс Браґа   | Нокаут (удар кулаком)                                   | 2     | 1:28 | 15 травня 2004    | Манаус, Бразилія                   | «Jungle Fight 2»                                                     |                                        |
| Перемога  | Ґабріел Ґонзаґа         | Технічний нокаут (удари кулаками)                       | 3     | 2:11 | 13 вересня 2003   | Манаус, Бразилія                   | «Jungle Fight 1»                                                     |                                        |
| Перемога  | Крістоф Мідо            | Підкорення (задушення ногами і больовий прийом на руку) | 1     | 4:11 | 22 березня 2003   | Марракеш, Марокко                  | «World Absolute Fight 2»                                             |                                        |
| Нічия     | Джеймс Зікіч            | Рішення суддів (одностайне)                             | 3     | 5:00 | 22 вересня 2002   | Хай-Вайкомб, Велика Британія       | «Millennium Brawl 8»                                                 |                                        |
| Перемога  | Тенґіз Тедорадзе        | Підкорення (задушення ногами)                           | 1     |      | 16 червня 2002    | Хай-Вайкомб, Велика Британія       | «Millennium Brawl 7»                                                 |                                        |